# Drosophila venezolana
Drosophila venezolana är en tvåvingeart som beskrevs av Wasserman, Fontdevila och Ruiz 1983. Drosophila venezolana ingår i släktet Drosophila och familjen daggflugor.
Artens utbredningsområde är Venezuela.